# Brigitte Yengo
Sœur Brigitte Yengo, née en 1952 à Pointe Noire, est une religieuse catholique et médecin chiropraticienne congolaise. Elle est la dirigeante de Sister Yengo's Children, une organisation caritative qui aide les personnes en Afrique subsaharienne.

## Biographie
Brigitte Yengo est originaire de Pointe Noire et fait ses études à Paris et au Havre. Le cardinal Emile Biayenda reçoit ses vœux temporaires en 1977 et elle devient religieuse en 1981 et est membre de la congrégation des Sœurs de Notre-Dame du Rosaire. Elle publie son autobiographie en 1981 et obtient son diplôme en chiropratique de l'université nationale des sciences de la santé (NUHS) en 1987 et un diplôme en médecine de l'université du Congo en 1991.
Elle devient directrice de la Fondation Cardinal Émile Biayenda qui œuvre pour la reconstruction sociale, la paix et les enfants défavorisés. Elle est l'une des responsables de la Maison d’accueil Béthanie, et fait partie du bureau de la Conférence nationale dont elle devient la trésorière en 1991,, du Conseil supérieur de la République du Congo comme premier questeur pendant la transition démocratique du Congo entre un régime monopartisme à un régime républicain,.

## Sister Yengo's Children
Sister Yengo's Children est une organisation créée pour aider les personnes dans le besoin en Afrique subsaharienne, en particulier en République du Congo. Sous la direction de Brigitte Yengo, l'association collecte des fonds pour pérenniser le fonctionnement de l'orphelinat de Brazzaville, développer des programmes d'autosuffisance et procurer du matériel aux victimes de la poliomyélite, de la cécité et d'autres handicaps.

## Publications
- Brigitte Yengo, De l'Afrique noire à l'Europe : l'aventure d'une jeune religieuse noire, C.I.E.M, 1981 (ISBN 2-902890-30-3 et 978-2-902890-30-9, OCLC 12977662).